# Helios (Achterbahn)
Helios im Fantasiana (Straßwalchen, Salzburg, Österreich) ist eine Stahlachterbahn vom Modell BigDipper des Herstellers Mack Rides, die am 12. April 2025 eröffnet wurde. Sie ersetzt die Achterbahn Wild Train, die von 2005 bis 2024 an dieser Stelle stand.
Die 470 m lange Strecke erreicht eine Höhe von 23 m und verfügt über einen nach außen geneigten Airtime-Hügel und drei Inversionen: einen Korkenzieher, einen Barrel Roll Downdrop und einen weiteren Korkenzieher.

## Wagen
Helios besitzt einen einzelnen Stryker-Coaster-Wagen. In diesem Wagen können acht Personen (zwei Reihen à vier Personen) Platz nehmen. Der Wagen verfügt über ein Onboard-Soundsystem. Die Strecke ist darauf ausgelegt, dass zukünftig auch zwei Wagen gleichzeitig zum Einsatz kommen können.

## Videos
FANTASIANA: 1st POV Onride - Helios @FANTASIANA auf YouTube, 12. April 2025, abgerufen am 15. April 2025 (Laufzeit: 0:58 min).